# 幸福保衛站
新北市幸福保衛站計畫是新北市政府結合統一超商、萊爾富、OK超商、全家便利商店於新北市境內各門市作為關懷據點，納入高風險家庭通報網絡，透過超商發現社區內需要幫助之高風險家庭兒少，及時通報，即時提供弱勢學生餐點、資源及服務。

## 起源
新北市議員陳明義因看到太多的孩子因為肚子餓而偷麵包、偷便當而被送到派出所，因而發想出幸福保衛站政策，於2012年新北市議會質詢期間向新北市市長朱立倫提案並於2013年元月正式實行。
2013年1月1日，新北市幸福保衛站計畫實施，實施對象為就讀或設籍於新北市、或在新北市發生急難事由之18歲以下高中/國中/國小學生（含中輟生）及兒童．新北市政府與四大超商合作，以新臺幣80元為額度，免費供餐給18歲以下有急難事由之飢餓孩童。陳明義表示，這筆預算經費由企業與民間團體捐贈，並未使用政府經費，預估1年可有125萬人受惠。截至2014年2月，共提供逾1萬3,600份餐點，發現並轉介約1,530件個案。至2013年7月，新北市政府社會局統計，一成取餐學童後被列為高風險個案，會進入社會局追蹤輔導體系。

## 實施方式
有飢餓求助需求之學生，自尋鄰近合作超商據點，登記領取便當、麵食、麵包等主食餐點及飲料（酒精類除外）乙份為原則。
合作超商據點店員協助學生填寫高風險家庭關懷通報單中基本資料，並將關懷通報單於24小時內傳真至新北市政府高風險家庭服務管理中心，以利通知學校與學生身分之審查，及後續關懷協助系統能即時支持或援助該學生。
新北市政府高風險家庭服務管理中心接獲合作超商據點通報後，應回覆該據點聯絡人，告知相關後續協助處理因應作為或提供諮詢。
新北市政府教育局統一製作本計畫案標誌，發送合作超商據點張貼與宣導。
合作超商據點須於店面明顯處張貼本計畫案標誌供學生識別，並由新北市政府教育局進行校園全面宣導，各班級協助張貼學生聯絡簿，讓家長及學生全面知悉本計畫案資訊。
鑒於時間迫切性，為落實本案執行及因應超商員工異動率頻繁，合作超商據點應協助強化並加速對基層員工宣導作業，並持續辦理內部宣導事宜，不定期稽核。
本計畫案執行涉及社會福利政策，採「救急不救窮」為原則，以解決弱勢學生燃眉之急，非長期照顧，避免福利依賴，以符應社會公平正義、資源合理分配及社會大眾觀感。

## 通報方式
一、單一窗口高風險家庭關懷通報單，傳真至新北市政府高風險家庭服務管理中心。
二、緊急保護狀況部分，電洽警察局或婦幼保護專線113。

## 補助費請領原則
一、有飢餓求助需求之學生，午/晚餐每人每餐以新臺幣80元為原則。如遇食量較大學生時，則以學生實際飽足需求量為主，合作超商請領餐數費用以實際領取數量金額合計算之。
二、以學生本人免費食用餐點為原則，不得以現金發放方式協助學生。